# Wielki las
Wielki las – powieść obyczajowa Zbigniewa Nienackiego wydana po raz pierwszy w roku 1987.

## Opis fabuły
Akcja dzieje się w czasach PRL, prawdopodobnie w warmińskich lub mazurskich lasach, w fikcyjnej wsi Mordęgi oraz na terenie Europy Zachodniej, przede wszystkim w Amsterdamie.
Głównymi bohaterami są: 
- Horst Sobota – stary sadownik mieszkający w dużym domu na skraju lasu, będący przeświadczony o tym, że za wszelkie jego życiowe nieszczęścia odpowiedzialny jest pobliski las, który go nienawidzi,
- Józef Maryn vel. Kristopher Bullow – agent peerelowskich służb specjalnych pracujący i prowadzący życie poza krajem, w głównej mierze w Amsterdamie,
- Weronika – wiejska dziewczyna, która wygnana z domu przez rodziców, zamieszkuje u Horsta Soboty.

Kristopherowi wydaje się, że został spalony jako agent i w panice wraca do kraju. Po okresie przesłuchań u swoich prawdziwych mocodawców, jako Józef Maryn zostaje skierowany tymczasowo do pracy na etacie strażnika łowieckiego na prowincję. Tam poznaje Horsta Sobotę oraz Weronikę, która pewnego razu zostaje na jego oczach zgwałcona przez męża. Jego powrót do pracy w charakterze informatora służb kończy się jednak prawdziwą wpadką. Tymczasem Horst umiera i pozostawia mu w spadku swoją posiadłość. Józef powraca do wsi i w końcu pozostaje, wiążąc się z Weroniką.